# Eusebio di Fano
Eusebio (V secolo – circa 526) fu vescovo di Fano, venerato come santo dalla Chiesa cattolica.

## Biografia
Poco si conosce della vita di Eusebio e sconosciuta resta la data esatta della sua promozione all'episcopato. Storicamente è documentato per la prima volta quando prese parte al concilio romano indetto da papa Simmaco il 6 novembre 502. Negli atti la sua firma compare in penultima posizione, fra i 64 vescovi presenti, tra Propinquo di Trevi e Romano di Nomento. Da poco occupava la cattedra di Fano poiché il suo predecessore, Vitale, era ancora vivo il 1º marzo 499.
Eusebio fece parte inoltre dell'ambasciata, di cui faceva parte anche papa Giovanni I, che Teodorico, verso la fine del 525, inviò a Costantinopoli per ottenere dall'imperatore Giustino I una mitigazione delle misure prese contro i sostenitori dell'arianesimo, che era la religione professata dal re ostrogoto. La missione fallì, e al loro ritorno dalla capitale bizantina, verso maggio 526, il papa e il vescovo Eusebio furono messi in prigione da Teodorico a Ravenna.
Il papa morì in prigione a Ravenna il 18 maggio 526. Secondo la tradizione anche Eusebio sarebbe morto lo stesso giorno, ma a Fano, benché non esistano documenti coevi a sostegno di questa tradizione.

## Culto
Giovanni, abate di Nonantola (XII secolo), racconta che nel 1113 furono trovate sotto l'altare maggiore della cattedrale di Fano le reliquie di Eusebio, assieme a quelle di Fortunato e di Orso, vescovi di Fano venerati come santi. Le reliquie di Eusebio, identificate grazie alla scritta Corpus Sancti Eusebi, furono collocate, assieme a quelle di Orso, nell'altare di una cappella laterale della cattedrale fanese.
Il martirologio romano celebra sant'Eusebio il 18 aprile e lo ricorda con queste parole:
(Martirologio Romano. Riformato a norma dei decreti del Concilio ecumenico Vaticano II e promulgato da papa Giovanni Paolo II, Città del Vaticano, 2004, p. 335)